# Koncert za klavir i orkestar br. 5 u D-duru (Mozart)
Koncert za klavir i orkestar br. 5 u D-duru, KV 175 je skladba koju je Wolfgang Amadeus Mozart skladao u prosincu 1773. godine. To je prvi samostalni Mozartov koncert za klavir i orkestar, jer je prva četiri, takozvana pasticcio-koncerta, sastavio od glazbe drugih skladatelja.

## Povijest
Prva četiri klavirska koncerta (KV 37,  39, 40 i 41) Mozart je napisao 1767. godine kad je imao 11 godina. Međutim, ti koncerti su obrada djela drugih skladatelja, koji su Mozartu poslužili za učenje strukture klavirskog koncerta. Tek šest godina kasnije Mozart je skladao svoj prvi izvorni koncert, naslovljen kao br. 5. Sa 17 godina, koliko je imao kad je napisao Koncert, Mozart je već imao potrebnu vještinu za pisanje ovako složenog djela.
Nema podataka o premjieri koncerta, ali je iz sačuvanih Mozartovih pisama poznato da ga je izvodio na turnejama, 1774. u Münchenu te 1777./1778. u Mannheimu i Parizu.
Kao zamjenu za 3. stavak, Mozart je u veljači 1782. godine napisao Rondo za klavir i orkestar u D-duru, KV 382. Rondo je premijerno u sklopu ovog koncerta Mozart izveo 3. ožujka 1782. godine u Beču i na njemu je bio pijanist i dirigent. Mozartu je ovaj koncert bio posebno drag, kao i rondo, i izvodio ih je na koncertima skoro do svoje smrti.

## O glazbi
Orkestracija: 2 oboe, 2 roga, 2 trube, timpani, klavir (solo) i gudači (fagot ad lib.). Trube i timpani pauziraju u drugom stavku. Ako je 3. stavak Rondo, u sastavu je i flauta.
Tonalitet: D-dur.
Koncert je napisan u uobičajena 3 stavka klasicističkog koncerta, brzi - spori - brzi:
1. Allegro
2. Andante ma un poco adagio (G-dur)
3. Allegro

### 1.Allegro
D-dur, 238 taktova, 4/4
Stavak je u uobičajenom sonatnom obliku. Ritornel orkestra uvodi dvije teme. (U Mozartovim klavirskim koncertima, baziranim na baroknom solističkom koncertu, još uvijek se radi o ritornelu.) Priroda prve teme je vesela i privlačna. Solistička ekspozicija preuzima i proširuje glazbene fraze orkestra (tutti). Klavir mijenja materijal iz dominante u A-dur. U razvoju klavir uljepšava prvu temu, a kratko iza početka razvoja javlja se neprava repriza. Slijedi solistička kadenca, koja već zahtijeva značajnu tehničku vještinu, a za njom kratki završni ritornel.

### 2.Andante ma un poco adagio
G-dur, 119 taktova, 3/4
Stavak je u G-duru i skraćena je forma sonatnog oblika. Orkestrar predstavlja mirnu prvu temu, koju poslije nekoliko taktova preuzima klavir. Drugi stavak već pokazuje značajke sentimentalnog drugog stavka Mozartovih kasnijih klavirskih koncerata.

### 3.Allegro
D-dur, 281 takt, 2/2
Kanonski uvod glavne teme podsjeća više na barokni koncert. Nov je, međutim, način figuracija klavira, koje su suptilne i maštovite. Glavna tema sastoji se iz silaznog akorda koji unisono izvode gudači i sinkopiranog u posljednja dva tona, odakle se nastavlja razvoj. Kratka virtuozna kadenca vodi koncert u optimistični svršetak.
Uobičajeno trajanje Koncerta je oko 20 do 22 minute, a oko pet minuta duže ako je 3. stavak Rondo.